# 1334
Évszázadok: 13. század – 14. század – 15. század
Évtizedek: 1280-as évek – 1290-es évek – 1300-as évek – 1310-es évek – 1320-as évek – 1330-as évek – 1340-es évek – 1350-es évek – 1360-as évek – 1370-es évek – 1380-as évek
Évek: 1329 – 1330 – 1331 – 1332 –  1333 – 1334 – 1335 – 1336 – 1337 – 1338 – 1339

## Események

### Határozott dátumú események
- április 12. – Giottót kinevezik a firenzei dóm capomaestrójává, azaz mérnökévé és a város építészévé.[1]
- június 16. – Gergely, ferences rendi szerzetes elfoglalja a szerémi püspöki széket.[2]
- december 20. – XII. Benedek pápa trónra lépése.[3]

### Határozatlan dátumú események
- Károly Róbert sikeres nápolyi útja után visszatér Magyarországra.

## Születések
- I. Péter kasztíliai király († 1369)
- II. Henrik kasztíliai király († 1379)
- VI. Amadé savoyai gróf, „a zöld gróf” († 1383)
- II. Luigi Gonzaga Mantova ura († 1382)
- I. Roman moldvai fejedelem (†1397)
- I. Jakab ciprusi király († 1398)

## Halálozások
- december 4. – XXII. János pápa (* 1245 körül)[4]